# Płyta wołyńsko-podolska
     1. Tarcza ukraińska
     2. Wyniesienie kowelskie
     3. Płyta wołyńsko-podolska
     4. Karpaty
     5. Platforma zachodnioeuropejska
     6. Zapadlisko dnieprowsko-donieckie
     7. Antekliza woroneska
     8. Doniecka struktura fałdowa
     9. Zapadlisko przyczarnomorskie
     10. Płyta scytyjska
     11. Krymska strefa fałdowa

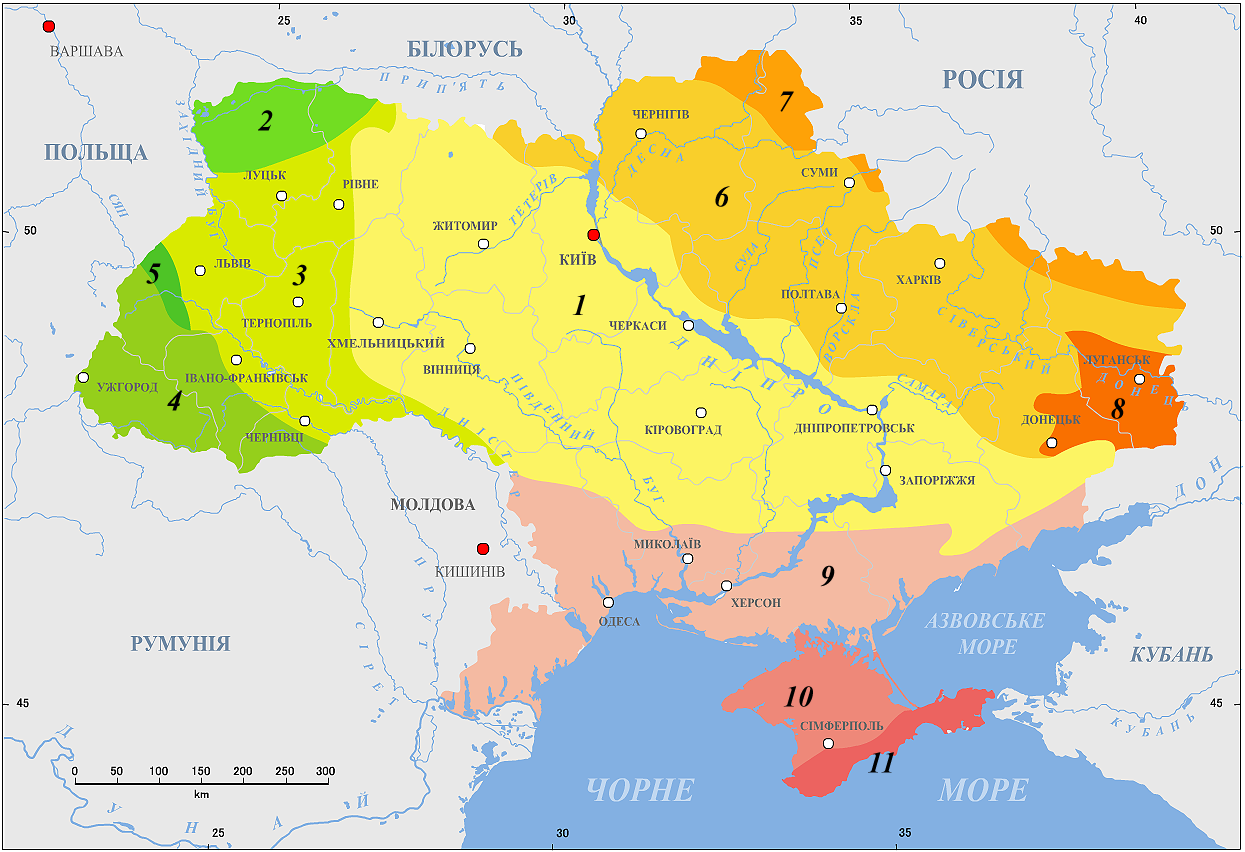
1. Tarcza ukraińska
Inne:
2. Wyniesienie kowelskie
3. Płyta wołyńsko-podolska
4. Karpaty
5. Platforma zachodnioeuropejska
6. Zapadlisko dnieprowsko-donieckie
7. Antekliza woroneska
8. Doniecka struktura fałdowa
9. Zapadlisko przyczarnomorskie
10. Płyta scytyjska
11. Krymska strefa fałdowa

Płyta wołyńsko-podolska - geologiczna jednostka strukturalna, wydzielona w zachodniej części Ukrainy.
Jej fundament stanowią magmowe i metamorficzne skały archaiku i wczesnego proterozoiku, podzielone uskokami na niezależne bloki.
Strukturalnie wydziela się w niej monoklinalny skłon tarczy ukraińskiej i paleozoiczne obniżenie - syneklizę halicko-wołyńską, z podłożem krystalicznym na głębokości 7000 m.
Geomorfologicznie w granicach Płyty wydziela się Wyżynę Wołyńską, Wyżynę Podolską, Nizinę Poleską i pasmo wzgórz - Roztocze.